# ملعب إس أريناس
ملعب إس أريناس ملعب كرة قدم يقع في مدينة كوارتو سانت إلينا الإيطالية.يعتبر الملعب الرئيسي لنادي كالياري منذ 2012 ولغاية سنة واحدة فقط. افتتح الملعب في سنة 1980 وأعيد ترميمه في 2012 ليتسع لحضور  16,200 متفرج.
يستخدم لمبارايات كرة قدم. لكن في 2012 وبعدما تأهل كالياري للدرجة الأولى قرر الاتحاد الإيطالي على أن لا يلعب في ملعبه ملعب سانت إليا بعدما أغلق بسبب قضايا السلامة وكبديل وافق النادي على تجديد ملعب إس أريناس. ومن أجل استخدام ملعب دائم قرر النادي بناء ملعب جديد مستقبل في السنوات القليلة القادمة.
1. ↑  "Sant'Elia addio, 'Is Arenas' è realtà" (بالإيطالية). La Repubblica. 21 May 2012. Archived from the original on 2017-07-09. Retrieved 2012-05-21.